# Robert Humphreys
Robert Humphreys (Hickman megye, 1893. augusztus 20. – Frankfort, 1977. december 31.) az Amerikai Egyesült Államok szenátora (Kentucky, 1956).